# Glendale (Missouri)
Glendale – miasto w Stanach Zjednoczonych, w stanie Missouri, w hrabstwie St. Louis.